# Чепецкий (Зуевский район)
Чепецкий — посёлок в Зуевском районе Кировской области (Россия), административный центр Чепецкого сельского поселения.

## География
Посёлок расположен при впадении реки Дубовица в Чепцу в 16 км на север от райцентра Зуевка.

## История
Впервые упоминается в переписи 1939 года как участок ЛПХ в составе Абросенского сельсовета Зуевского района. В 1950 году — посёлок Чепецкого леспромхоза. В 1954 году Чепецкий получил статус посёлка городского типа. С 1999 года Чепецкий — сельский населённый пункт, центр Чепецкого сельского округа.

## Население
| 1950 | 1959  | 1970  | 1979  | 1989  | 2002 | 2010 |
| ---- | ----- | ----- | ----- | ----- | ---- | ---- |
| 1013 | ↗5429 | ↘2972 | ↘2422 | ↘1627 | ↘986 | ↘459 |